# 29번로역
29번로(29th Avenue)은 메트로 밴쿠버 스카이트레인 엑스포선의 역이다. 이 역은 캐나다 브리티시컬럼비아주 밴쿠버 른프루 헤이츠(Renfrew Heights)의 슬로컨 파크에 인접한 애틀린가·29번로에 위치해 있다.

## 역사
29번가역은 1985년 스카이트레인 시스템(현재 엑스포선)의 일부로 개통되었다. 오스트리아의 건축회사 아르히텍텐그루페 U-반이 역 설계를 맡았다.
이 역은 브리티시컬럼비아 전기 철도의 옛 센트럴 파크선의 옛 선로에 위치해 있다. 이 노선은 이전에 너나이모역의 바로 서쪽을 지나 현재의 뉴웨스트민스터역이 있는 동쪽으로 이어졌다.
2002년에 이 역에 밀레니엄선 서비스가 도입되어 뉴웨스트민스터의 컬럼비아역을 경유하여 VCC-클라크역(원래는 커머셜 드라이브)으로 가는 외행 서비스가 제공되었다. 이 서비스는 2016년에 중단되었고 프로덕션웨이-유니버시티행 엑스포선 지선으로 대체되었다.
2017년 1월, 역의 bus exchange에서 업그레이드가 시작되었으며, 모든 버스가 버스 루프를 사용할 수 있도록 추가 버스 베이와 안전과 접근성을 개선하기 위해 3개의 새로운 횡단보도가 포함되었다. 공사는 2018년 2월에 완료되었다.

## 역 정보

### 역 구조
| S | 거리층                          | 그랜빌, 시모어, 던스미어 입구 컴퍼스 자동발매기(던스미어)             |
| C | 대합실 (그랜빌, 시모어)         | HBC 백화점 및 퍼시픽 센터 연결 컴퍼스 자동발매기, 상점                |
| T | 1번 승강장 내행                 | ← ■ 엑스포선 워터프런트 방면 (너나이모)                               |
| T | 섬식 승강장, 왼쪽 출입문이 열림 |                                                                       |
| T | 2번 승강장 외행                 | ■ 엑스포선 킹 조지 / 프로덕션웨이-유니버시티 방면 (조이스-콜링우드) → |

### 출구
29번로역에는 세 개의 출구가 있다. 두 개의 주요 출구는 역의 북서쪽 끝에 위치해 있다. 하나의 출구는 29번로와 역의 버스 루프를 향하고, 다른 하나의 출구는 슬로컨 공원에 인접해 있다. 세 번째 출구는 역의 남동쪽 끝에 있다. 이 출구는 고가 보행로로 접근할 수 있으며 장애인의 출입은 허용되지 않다.

### 연결 가능한 대중교통
bay당 할당된 버스는 아래와 같다:
| Bay | 위치                       | 노선            |
| --- | -------------------------- | --------------- |
| 1   | 33 UBC                     |                 |
| 2   | 29 Elliott(엘리엇)         |                 |
| 3   | 16 Arbutus(아르부투스)     | 트롤리버스 운행 |
| 4   | 26 Joyce Station(조이스역) |                 |
| 5   | —                          | 특수 운행       |